# Feralpisalò 2023-2024
Questa voce raccoglie le informazioni riguardanti la Feralpisalò nelle competizioni ufficiali della stagione 2023-2024.

## Stagione
La Feralpisalò disputa per la prima volta nella sua storia il campionato di Serie B. L'allenatore è ancora Stefano Vecchi, il quale rinnova il contratto con la società fino al 30 giugno 2025. A causa dell'adeguamento alla categoria dello stadio Lino Turina richiesto dalla Lega di Serie B, i gardesani disputeranno le proprie gare casalinghe allo stadio Leonardo Garilli di Piacenza. La stagione ufficiale della Feralpisalò inizia con il turno preliminare di Coppa Italia, nel quale batte l'L.R. Vicenza per 2-1 accedendo ai trentaduesimi dove viene sconfitta per 2-1 dal Torino, venendo eliminata dalla competizione. All'esordio in campionato, i gardesani incappano in quattro sconfitte consecutive: alla giornata d'apertura contro il Parma, alla seconda giornata per mano del Südtirol e nelle due trasferte consecutive della terza e della quarta giornata in casa di Ascoli e Palermo. Il primo punto viene conquistato alla quinta giornata contro il Modena. Alla settima giornata, la Feralpisalò conquista la prima storica vittoria in Serie B, vincendo sul campo del Lecco. Il 23 ottobre, a seguito della sconfitta con il Catanzaro della 10ª giornata e del conseguente penultimo posto in classifica con 5 punti, Stefano Vecchi viene esonerato e al suo posto viene ingaggiato Marco Zaffaroni. All'11ª giornata, la squadra subisce l'ottava sconfitta stagionale per mano della Reggiana, scendendo all'ultimo posto in classifica. I gardesani tornano a fare punti alla 12ª giornata, pareggiando sul campo del Cosenza e nella giornata successiva, pareggiando in casa col Bari. Tra la 14ª e la 16ª giornata, la squadra incappa in tre sconfitte consecutive, rispettivamente in casa del Como, sul terreno casalingo con il Cittadella e in casa della Ternana. Alla 17ª giornata, la Feralpisalò ottiene la seconda vittoria stagionale (prima in casa) battendo la Cremonese, bissata la settimana successiva con la vittoria sul campo della Sampdoria. Il girone d'andata si chiude con il pareggio interno col Venezia, con la squadra ultima in classifica. Alla prima giornata di ritorno la Feralpisalò viene sconfitta a Bolzano dal Südtirol, riscattandosi poi nelle giornate successive battendo in casa il Catanzaro e il Lecco, agganciando lo stesso Lecco e lo Spezia al 18º posto. Alla 23ª giornata, la squadra riesce a pareggiare in casa della Reggiana con due uomini in meno, a seguito di altrettante espulsioni. Nelle tre giornate successive arrivano altrettante sconfitte con Palermo, Bari e Ascoli. I gardesani tornano alla vittoria alla 27ª giornata battendo in trasferta lo Spezia, per poi perdere in casa con la Sampdoria nella giornata successiva. Alla 29ª giornata arriva la settima vittoria stagionale, ottenuta sul campo del Modena. Dopo una sconfitta interna con il Parma capolista, alla 31ª giornata la Feralpisalò torna in corsa per la salvezza battendo in trasferta la Cremonese. Tra la 32ª e 35ª la giornata i gardesani raccolgono due soli punti, allontanandosi dalla zona salvezza. Alla terzultima giornata la squadra pareggia con il Brescia, restando a quattro lunghezze dalla salvezza. Con la sconfitta subita dal Venezia alla penultima giornata, la Feralpisalò retrocede matematicamente in terza serie con una giornata d'anticipo sulla fine del torneo, chiudendo poi con il penultimo posto finale.

## Divise e sponsor
Come dal 2019, le divise da gioco sono autoprodotte dalla società; per il terzo anno consecutivo ciò avviene attraverso la startup bresciana WeArlequin, che si occupa di progettare lo stile delle maglie e di sovrintendere alla fabbricazione, eseguita interamente in un raggio di massimo 60 km da Salò. Sulla divisa interna torna il template partito verde-azzurro che aveva caratterizzato il club nel primo decennio di vita, con profili bianchi su scollo, bordimanica e orlo dei calzoncini (monocromi blu); i calzettoni (parimenti blu) sono privi di orpelli. La divisa di cortesia riprende il motivo partito della "home" in versione tono su tono, bianco-grigia, che evoca il colore dell'acciaio e reca un pattern ispirato alle barre tonde metalliche (in riferimento alla produzione industriale del gruppo Feralpi, titolare della società) che si estende su torso, braccio sinistro e calzoncini. La terza divisa presenta il medesimo disegno della "away", ma declinato in tonalità di giallo. Su tutte le casacche la manica destra è adornata col disegno stilizzato del leone, mutuato dallo stemma sociale, in bianco sulla "home", in blu sui completi esterni. Gli sponsor che campeggiano sulle divise variano parzialmente secondo i completi: Feralpi Group, VIBI, Presider, Metalfer e Olimpia Splendid.
| Casa | Trasferta | Terza divisa |

## Organigramma societario
Area direttiva
- Presidente: Giuseppe Pasini
- Vicepresidente: Dino Capitanio
- Amministratore delegato: Marco Leali
- Consiglieri: Domenico Bruni, Raimondo Cuccuru, Corrado Defendi, Luigi Salvini, Paolo Zanni
- Segretario generale: Alessandro Bedin
- Team manager: Luciano Fusi
- Direttore sportivo: Andrea Ferretti
- Direttore operativo: Ilenia Setola

Area tecnica
- Allenatore: Stefano Vecchi (1ª-10ª), Marco Zaffaroni (11ª-38ª)
- Allenatore in seconda: Giovanni Barbugian (1ª-10ª), Alessandro Gazzi (11ª-38ª)
- Allenatore dei portieri: Federico Orlandi
- Collaboratore tecnico: Giordano Paganotto (1ª-10ª)
- Match Analyst: Matia Costigliolo

Area sanitaria
- Responsabile sanitario: Elisa Inselvini
- Medico sociale: Giovanni Baccanelli
- Preparatore atletico: Marco Bresciani
- Preparatore recupero infortunati: Marco Barbieri
- Fisioterapisti: Paolo Fasani, Stefano Bosio

## Rosa
Dal sito ufficiale della società
| N. |                       | Ruolo | Calciatore                  |
| -- | --------------------- | ----- | --------------------------- |
| 1  | Italia (bandiera)     | P     | Semuel Pizzignacco          |
| 2  | Italia (bandiera)     | D     | Gabriele Ferrarini          |
| 3  | Italia (bandiera)     | D     | Mattia Tonetto              |
| 4  | Italia (bandiera)     | D     | Mattia Musatti              |
| 4  | Romania (bandiera)    | D     | Marcus Pacurar              |
| 6  | Italia (bandiera)     | D     | Loris Bacchetti             |
| 6  | Italia (bandiera)     | C     | Luca Giudici                |
| 7  | Italia (bandiera)     | A     | Davide Voltan               |
| 8  | Italia (bandiera)     | C     | Davide Balestrero           |
| 9  | Croazia (bandiera)    | A     | Karlo Butić                 |
| 10 | Italia (bandiera)     | A     | Davide Di Molfetta          |
| 11 | Capo Verde (bandiera) | A     | Alessio Da Cruz             |
| 11 | Lituania (bandiera)   | A     | Edgaras Dubickas            |
| 14 | Italia (bandiera)     | C     | Mattia Compagnon            |
| 15 | Italia (bandiera)     | D     | Matteo Di Gennaro           |
| 16 | Italia (bandiera)     | C     | Luca Fiordilino             |
| 17 | Italia (bandiera)     | A     | Simone Guerra               |
| 17 | Bulgaria (bandiera)   | D     | Dimo Krastev                |
| 18 | Italia (bandiera)     | P     | Luca Liverani               |
| 19 | Italia (bandiera)     | D     | Alessandro Pilati           |
| 20 | Italia (bandiera)     | C     | Mattia Zennaro              |
| 21 | Italia (bandiera)     | C     | Federico Carraro (capitano) |

| N. |                    | Ruolo | Calciatore           |
| -- | ------------------ | ----- | -------------------- |
| 22 | Italia (bandiera)  | P     | Luca Ferretti        |
| 23 | Italia (bandiera)  | D     | Luca Ceppitelli      |
| 25 | Italia (bandiera)  | A     | Marco Sau            |
| 27 | Romania (bandiera) | C     | Denis Hergheligiu    |
| 28 | Italia (bandiera)  | A     | Giacomo Manzari      |
| 29 | Italia (bandiera)  | D     | Mauro Verzeletti     |
| 31 | Italia (bandiera)  | D     | Michele Camporese    |
| 33 | Italia (bandiera)  | D     | Lorenzo Giorgi       |
| 34 | Italia (bandiera)  | P     | Stefano Minelli      |
| 36 | Italia (bandiera)  | C     | Andrea Franzolini    |
| 39 | Grecia (bandiera)  | C     | Chrīstos Kourfalidīs |
| 61 | Italia (bandiera)  | P     | Giacomo Volpe        |
| 66 | Italia (bandiera)  | D     | Federico Bergonzi    |
| 70 | Italia (bandiera)  | A     | Vittorio Parigini    |
| 70 | Haiti (bandiera)   | C     | Christopher Attys    |
| 77 | Albania (bandiera) | A     | Brajian Gjyla        |
| 87 | Italia (bandiera)  | D     | Bruno Martella       |
| 91 | Italia (bandiera)  | A     | Andrea La Mantia     |
| 94 | Italia (bandiera)  | D     | Gaetano Letizia      |
| 97 | Italia (bandiera)  | A     | Mattia Felici        |
| 99 | Italia (bandiera)  | C     | Alessandro Pietrelli |

## Calciomercato

### Sessione estiva (dall'1/7 all'1/9)
| Acquisti         | Acquisti             | Acquisti          | Acquisti                |
| R.               | Nome                 | da                | Modalità                |
| ---------------- | -------------------- | ----------------- | ----------------------- |
| P                | Stefano Minelli      | Cesena            | definitivo              |
| D                | Luca Ceppitelli      | svincolato        | definitivo              |
| D                | Christian Dimarco    | Fiorenzuola       | fine prestito           |
| D                | Gabriele Ferrarini   | Fiorentina        | prestito                |
| D                | Gaetano Letizia      | Benevento         | prestito                |
| D                | Bruno Martella       | Ternana           | prestito                |
| D                | Mauro Verzeletti     | Villa Valle       | fine prestito           |
| C                | Mattia Compagnon     | Juventus Next Gen | prestito                |
| C                | Luca Fiordilino      | Venezia           | prestito                |
| C                | Andrea Franzolini    | Ascoli            | definitivo              |
| C                | Chrīstos Kourfalidīs | Cagliari          | prestito                |
| C                | Pietro Santarpia     | Ostiamare         | definitivo              |
| A                | Alessio Da Cruz      | Malines           | definitivo              |
| A                | Mattia Felici        | Triestina         | prestito                |
| A                | Andrea La Mantia     | SPAL              | prestito                |
| A                | Vittorio Parigini    | Como              | definitivo              |
| Altre operazioni |                      |                   |                         |
| R.               | Nome                 | da                | Modalità                |
| D                | Matteo Di Gennaro    | Triestina         | riscatto del cartellino |
| D                | Federico Bergonzi    | Atalanta          | rinnovo del prestito    |
| A                | Davide Voltan        | Südtirol          | riscatto del cartellino |

| Cessioni | Cessioni           | Cessioni          | Cessioni      |
| R.       | Nome               | a                 | Modalità      |
| -------- | ------------------ | ----------------- | ------------- |
| P        | Paolo Venturelli   | Pro Palazzolo     | prestito      |
| D        | Christian Dimarco  | Gubbio            | prestito      |
| D        | Elia Legati        |                   | fine carriera |
| D        | Matteo Di Gennaro  | Carrarese         | definitivo    |
| D        | Ciro Panico        | Cosenza           | fine prestito |
| C        | Andrea Franzolini  | Legnago           | prestito      |
| C        | Simone Icardi      | Cittadella        | fine prestito |
| C        | Mattia Musatti     | Fiorenzuola       | prestito      |
| C        | Andrea Palazzi     |                   | svincolato    |
| C        | Pietro Santarpia   | Pro Sesto         | prestito      |
| A        | Filippo Pittarello | Cesena            | fine prestito |
| A        | Luca Siligardi     |                   | svincolato    |
| A        | Simone Guerra      | Juventus Next Gen | definitivo    |

### Trasferimenti tra le sessioni
| Acquisti | Acquisti          | Acquisti   | Acquisti   |
| R.       | Nome              | da         | Modalità   |
| -------- | ----------------- | ---------- | ---------- |
| D        | Michele Camporese | svincolato | definitivo |

### Sessione invernale (dal 2/1 al 1/2)
| Acquisti         | Acquisti          | Acquisti    | Acquisti                |
| R.               | Nome              | da          | Modalità                |
| ---------------- | ----------------- | ----------- | ----------------------- |
| P                | Luca Liverani     | Alessandria | definitivo              |
| D                | Dimo Krastev      | Fiorentina  | prestito                |
| C                | Luca Giudici      | Lecco       | definitivo              |
| C                | Christopher Attys | Trento      | prestito                |
| A                | Edgaras Dubickas  | Pisa        | prestito                |
| A                | Giacomo Manzari   | Sassuolo    | prestito                |
| Altre operazioni |                   |             |                         |
| R.               | Nome              | da          | Modalità                |
| A                | Mattia Felici     | Triestina   | riscatto del cartellino |

| Cessioni | Cessioni          | Cessioni  | Cessioni                |
| R.       | Nome              | a         | Modalità                |
| -------- | ----------------- | --------- | ----------------------- |
| P        | Stefano Minelli   | Novara    | definitivo              |
| D        | Loris Bacchetti   | Casertana | definitivo              |
| D        | Michele Camporese | Cosenza   | prestito                |
| A        | Alessio Da Cruz   |           | rescissione consensuale |
| A        | Vittorio Parigini | Lecco     | definitivo              |
| A        | Brajian Gjyla     | Sassuolo  | prestito                |

## Risultati

### Serie B

#### Girone di andata
| Arbitro: | Monaldi (Macerata) |

|                                   |           |  |
| Benedyczak 37’ (rig.) Bernabé 66’ | Marcatori |  |

| Arbitro: | Gualtieri (Asti) |

|  |           |                       |
|  | Marcatori | 23’ Odogwu 82’ Merkaj |

| Arbitro: | Collu (Cagliari) |

|                                      |           |  |
| Mendes 29’, 77’ (rig.) Rodríguez 31’ | Marcatori |  |

| Arbitro: | Bonacina (Bergamo) |

|                                         |           |  |
| Insigne 15’ Štulac 46’ Di Francesco 85’ | Marcatori |  |

| Arbitro: | Camplone (Pescara) |

|               |           |               |
| Balestrero 9’ | Marcatori | 2’ Falcinelli |

| Arbitro: | Minelli (Varese) |

|  |           |                 |
|  | Marcatori | 67’ Canestrelli |

| Arbitro: | Rutella (Enna) |

|          |           |                           |
| Buso 52’ | Marcatori | 51’ Balestrero 54’ Felici |

| Arbitro: | Colombo (Como) |

|               |           |                                          |
| La Mantia 84’ | Marcatori | 17’ (rig.) Sal. Esposito 45+1’ Antonucci |

| Arbitro: | Di Marco (Ciampino) |

|               |           |               |
| Moncini 90+1’ | Marcatori | 13’ La Mantia |

| Arbitro: | Monaldi (Macerata) |

|                                                |           |  |
| Vandeputte 51’ Biasci 74’ Bacchetti 78’ (aut.) | Marcatori |  |

| Arbitro: | Rapuano (Rimini) |

|  |           |                                               |
|  | Marcatori | 7’ Antiste 43’ (rig.) Cigarini 55’ Pieragnolo |

| Arbitro: | Gualtieri (Asti) |

|             |           |           |
| Venturi 19’ | Marcatori | 62’ Butić |

| Arbitro: | Bonacina (Bergamo) |

|                                          |           |                                |
| Di Cesare 51’ (aut.) Zennaro 65’ Sau 73’ | Marcatori | 7’ Nasti 49’ Sibilli 79’ Achik |

| Arbitro: | Cosso (Reggio Calabria) |

|                               |           |               |
| Da Cunha 3’ Gabrielloni 90+3’ | Marcatori | 52’ Compagnon |

| Arbitro: | Feliciani (Teramo) |

|  |           |              |
|  | Marcatori | 33’ Pandolfi |

| Arbitro: | Santoro (Messina) |

|                            |           |             |
| Distefano 42’ Lucchesi 68’ | Marcatori | 52’ Tonetto |

| Arbitro: | Monaldi (Macerata) |

|                 |           |  |
| Kourfalidīs 28’ | Marcatori |  |

| Arbitro: | Pezzuto (Lecce) |

|                             |           |                                    |
| Seb. Esposito 27’ Murru 54’ | Marcatori | 13’ Bergonzi 22’ Butić 81’ Zennaro |

| Arbitro: | Santoro (Messina) |

|                    |           |                                    |
| Compagnon 38’, 54’ | Marcatori | 45+2’ (rig.) Pohjanpalo 75’ Altare |

#### Girone di ritorno
| Arbitro: | Marcenaro (Genova) |

|               |           |  |
| Casiraghi 76’ | Marcatori |  |

| Arbitro: | Ayroldi (Molfetta) |

|                                                     |           |  |
| Kourfalidīs 6’ Compagnon 60’ La Mantia 90+8’ (rig.) | Marcatori |  |

| Arbitro: | Minelli (Varese) |

|                                                      |           |          |
| Martella 10’ Felici 66’ Butić 70’, 86’ Tonetto 90+4’ | Marcatori | 79’ Buso |

| Arbitro: | Massimi (Termoli) |

|             |           |                  |
| Kabashi 79’ | Marcatori | 90+5’ Balestrero |

| Arbitro: | Fourneau (Roma) |

|                |           |                          |
| Dubickas 90+1’ | Marcatori | 68’ Ranocchia 76’ Soleri |

| Arbitro: | Santoro (Messina) |

|                    |           |  |
| Sibilli 78’ (rig.) | Marcatori |  |

| Arbitro: | Marcenaro (Genova) |

|  |           |            |
|  | Marcatori | 32’ Masini |

| Arbitro: | Baroni (Firenze) |

|  |           |                          |
|  | Marcatori | 38’ Felici 76’ La Mantia |

| Arbitro: | Cosso (Reggio Calabria) |

|                 |           |                                  |
| Kourfalidīs 48’ | Marcatori | 9’ (rig.), 18’ De Luca 80’ Verre |

| Arbitro: | Volpi (Arezzo) |

|                              |           |                                                           |
| Abiuso 6’ Palumbo 65’ (rig.) | Marcatori | 34’ Di Molfetta 45+7’ (rig.) Butić 90+1’ (rig.) La Mantia |

| Arbitro: | Gualtieri (Asti) |

|              |           |                         |
| Dubickas 65’ | Marcatori | 29’ Mihăilă 68’ Estévez |

| Arbitro: | Collu (Cagliari) |

|  |           |              |
|  | Marcatori | 77’ Bergonzi |

| Arbitro: | Ghersini (Genova) |

|                           |           |                          |
| La Mantia 19’, 54’ (rig.) | Marcatori | 27’ Tutino 74’ Antonucci |

| Arbitro: | Monaldi (Macerata) |

|                             |           |              |
| Valoti 16’, 90+4’ Arena 38’ | Marcatori | 83’ Dubickas |

| Arbitro: | Prontera (Bologna) |

|                          |           |                                                        |
| Felici 16’ Zennaro 45+1’ | Marcatori | 21’, 39’ Cutrone 31’ Barba 64’ Strefezza 86’ Braunöder |

| Arbitro: | Massimi (Termoli) |

|               |           |                 |
| Carissoni 21’ | Marcatori | 90+4’ Pietrelli |

| Arbitro: | Minelli (Varese) |

|                           |           |                       |
| Dubickas 9’ La Mantia 29’ | Marcatori | 4’ Bisoli 42’ Papetti |

| Arbitro: | Santoro (Messina) |

|                       |           |               |
| Pohjanpalo 15’, 90+3’ | Marcatori | 83’ Compagnon |

| Arbitro: | Dionisi (L'Aquila) |

|  |           |               |
|  | Marcatori | 25’ Distefano |

### Coppa Italia
| Arbitro: | Monaldi (Macerata) |

|                            |           |            |
| Di Molfetta 17’ Felici 31’ | Marcatori | 68’ Laezza |

| Arbitro: | Tremolada (Monza) |

|                      |           |                 |
| Vojvoda 22’ Ilić 85’ | Marcatori | 17’ Di Molfetta |

## Statistiche

### Statistiche di squadra
| Competizione | Punti | In casa | In casa | In casa | In casa | In casa | In casa | In trasferta | In trasferta | In trasferta | In trasferta | In trasferta | In trasferta | Totale | Totale | Totale | Totale | Totale | Totale | DR  |
| Competizione | Punti | G       | V       | N       | P       | Gf      | Gs      | G            | V            | N            | P            | Gf           | Gs           | G      | V      | N      | P      | Gf     | Gs     | DR  |
| ------------ | ----- | ------- | ------- | ------- | ------- | ------- | ------- | ------------ | ------------ | ------------ | ------------ | ------------ | ------------ | ------ | ------ | ------ | ------ | ------ | ------ | --- |
| Serie B      | 33    | 19      | 3       | 5       | 11      | 24      | 34      | 19           | 5            | 4            | 10           | 19           | 31           | 38     | 8      | 9      | 21     | 44     | 66     | -22 |
| Coppa Italia | -     | 1       | 1       | 0       | 0       | 2       | 1       | 1            | 0            | 0            | 1            | 1            | 2            | 2      | 1      | 0      | 1      | 3      | 3      | 0   |
| Totale       | -     | 20      | 4       | 5       | 11      | 26      | 35      | 20           | 5            | 4            | 11           | 20           | 33           | 40     | 9      | 9      | 22     | 47     | 69     | -22 |

### Andamento in campionato
| Giornata  | 1  | 2  | 3  | 4  | 5  | 6  | 7  | 8  | 9  | 10 | 11 | 12 | 13 | 14 | 15 | 16 | 17 | 18 | 19 | 20 | 21 | 22 | 23 | 24 | 25 | 26 | 27 | 28 | 29 | 30 | 31 | 32 | 33 | 34 | 35 | 36 | 37 | 38 |
| --------- | -- | -- | -- | -- | -- | -- | -- | -- | -- | -- | -- | -- | -- | -- | -- | -- | -- | -- | -- | -- | -- | -- | -- | -- | -- | -- | -- | -- | -- | -- | -- | -- | -- | -- | -- | -- | -- | -- |
| Luogo     | T  | C  | T  | T  | C  | C  | T  | C  | T  | T  | C  | T  | C  | T  | C  | T  | C  | T  | C  | T  | C  | C  | T  | C  | T  | C  | T  | C  | T  | C  | T  | C  | T  | C  | T  | C  | T  | C  |
| Risultato | P  | P  | P  | P  | N  | P  | V  | P  | N  | P  | P  | N  | N  | P  | P  | P  | V  | V  | N  | P  | V  | V  | N  | P  | P  | P  | V  | P  | V  | P  | V  | N  | P  | P  | N  | N  | P  | P  |
| Posizione | 12 | 16 | 17 | 20 | 17 | 18 | 17 | 18 | 18 | 19 | 20 | 19 | 19 | 20 | 20 | 20 | 20 | 20 | 20 | 20 | 19 | 18 | 17 | 19 | 19 | 19 | 19 | 19 | 19 | 19 | 19 | 19 | 19 | 19 | 19 | 19 | 19 | 19 |

Fonte:  Classifica, su sport.sky.it.
Legenda:

Luogo: C = Casa; T = Trasferta. Risultato: V = Vittoria; N = Pareggio; P = Sconfitta.

### Statistiche dei giocatori
- NB: per i portieri vengono contate le reti subite

| Giocatore      | Serie B  | Serie B | Serie B     | Serie B    | Coppa Italia | Coppa Italia | Coppa Italia | Coppa Italia | Totale   | Totale | Totale      | Totale     |
| Giocatore      | Presenze | Reti    | Ammonizioni | Espulsioni | Presenze     | Reti         | Ammonizioni  | Espulsioni   | Presenze | Reti   | Ammonizioni | Espulsioni |
| -------------- | -------- | ------- | ----------- | ---------- | ------------ | ------------ | ------------ | ------------ | -------- | ------ | ----------- | ---------- |
| C. Attys       | 3        | 0       | 1           | 0          | 0            | 0            | 0            | 0            | 3        | 0      | 1           | 0          |
| L. Bacchetti   | 11       | 0       | 1           | 0          | 2            | 0            | 0            | 0            | 13       | 0      | 1           | 0          |
| D. Balestrero  | 29       | 3       | 11          | 0          | 1            | 0            | 0            | 0            | 30       | 3      | 11          | 0          |
| F. Bergonzi    | 32       | 2       | 4           | 0          | 2            | 0            | 1            | 0            | 34       | 2      | 5           | 0          |
| K. Butić       | 32       | 5       | 4           | 1          | 0            | 0            | 0            | 0            | 32       | 5      | 4           | 1          |
| M. Camporese   | 2        | 0       | 0           | 0          | 0            | 0            | 0            | 0            | 2        | 0      | 0           | 0          |
| F. Carraro     | 5        | 0       | 1           | 0          | 2            | 0            | 0            | 0            | 7        | 0      | 1           | 0          |
| L. Ceppitelli  | 30       | 0       | 10          | 0          | 2            | 0            | 0            | 0            | 32       | 0      | 10          | 0          |
| M. Compagnon   | 29       | 5       | 4           | 0          | 2            | 0            | 0            | 0            | 31       | 5      | 4           | 0          |
| A. Da Cruz     | 1        | 0       | 0           | 0          | 0            | 0            | 0            | 0            | 1        | 0      | 0           | 0          |
| E. Dubickas    | 14       | 4       | 0           | 0          | 0            | 0            | 0            | 0            | 14       | 4      | 0           | 0          |
| M. Di Gennaro  | 0        | 0       | 0           | 0          | 1            | 0            | 0            | 0            | 1        | 0      | 0           | 0          |
| D. Di Molfetta | 27       | 1       | 2           | 0          | 2            | 2            | 0            | 0            | 29       | 3      | 2           | 0          |
| M. Felici      | 36       | 4       | 6           | 1          | 2            | 1            | 0            | 0            | 38       | 5      | 6           | 1          |
| G. Ferrarini   | 3        | 0       | 0           | 0          | 0            | 0            | 0            | 0            | 3        | 0      | 0           | 0          |
| L. Fiordilino  | 34       | 0       | 8           | 0          | 0            | 0            | 0            | 0            | 34       | 0      | 8           | 0          |
| A. Franzolini  | 0        | 0       | 0           | 0          | 1            | 0            | 0            | 0            | 1        | 0      | 0           | 0          |
| L. Giorgi      | 0        | 0       | 0           | 0          | 0            | 0            | 0            | 0            | 0        | 0      | 0           | 0          |
| L. Giudici     | 7        | 0       | 0           | 0          | 0            | 0            | 0            | 0            | 7        | 0      | 0           | 0          |
| B. Gjyla       | 1        | 0       | 0           | 0          | 0            | 0            | 0            | 0            | 1        | 0      | 0           | 0          |
| S. Guerra      | 0        | 0       | 0           | 0          | 2            | 0            | 1            | 0            | 2        | 0      | 1           | 0          |
| D. Hergheligiu | 17       | 0       | 1           | 0          | 2            | 0            | 0            | 0            | 19       | 0      | 1           | 0          |
| C. Kourfalidīs | 29       | 3       | 4           | 0          | 0            | 0            | 0            | 0            | 29       | 3      | 4           | 0          |
| D. Krastev     | 3        | 0       | 0           | 0          | 0            | 0            | 0            | 0            | 3        | 0      | 0           | 0          |
| A. La Mantia   | 37       | 8       | 4           | 0          | 1            | 0            | 0            | 0            | 38       | 8      | 4           | 0          |
| G. Letizia     | 23       | 0       | 1           | 1          | 0            | 0            | 0            | 0            | 23       | 0      | 1           | 1          |
| L. Liverani    | 0        | 0       | 0           | 0          | 0            | 0            | 0            | 0            | 0        | 0      | 0           | 0          |
| B. Martella    | 29       | 1       | 3           | 0          | 2            | 0            | 0            | 0            | 31       | 1      | 3           | 0          |
| G. Manzari     | 10       | 0       | 1           | 0          | 0            | 0            | 0            | 0            | 10       | 0      | 1           | 0          |
| S. Minelli     | 0        | 0       | 0           | 0          | 0            | 0            | 0            | 0            | 0        | 0      | 0           | 0          |
| M. Musatti     | 0        | 0       | 0           | 0          | 2            | 0            | 0            | 0            | 2        | 0      | 0           | 0          |
| M. Pacurar     | 0        | 0       | 0           | 0          | 0            | 0            | 0            | 0            | 0        | 0      | 0           | 0          |
| V. Parigini    | 13       | 0       | 3           | 0          | 0            | 0            | 0            | 0            | 13       | 0      | 3           | 0          |
| A. Pietrelli   | 15       | 1       | 0           | 0          | 0            | 0            | 0            | 0            | 15       | 1      | 0           | 0          |
| A. Pilati      | 21       | 0       | 2           | 0          | 0            | 0            | 0            | 0            | 21       | 0      | 2           | 0          |
| S. Pizzignacco | 38       | -65     | 4           | 0          | 2            | -3           | 0            | 0            | 40       | -68    | 4           | 0          |
| M. Sau         | 11       | 1       | 0           | 0          | 2            | 0            | 0            | 0            | 13       | 1      | 0           | 0          |
| M. Tonetto     | 21       | 2       | 1           | 0          | 2            | 0            | 0            | 0            | 23       | 2      | 1           | 0          |
| M. Verzeletti  | 1        | 0       | 0           | 0          | 0            | 0            | 0            | 0            | 1        | 0      | 0           | 0          |
| G. Volpe       | 0        | 0       | 0           | 0          | 0            | 0            | 0            | 0            | 0        | 0      | 0           | 0          |
| D. Voltan      | 0        | 0       | 0           | 0          | 0            | 0            | 0            | 0            | 0        | 0      | 0           | 0          |
| M. Zennaro     | 31       | 3       | 4           | 0          | 0            | 0            | 0            | 0            | 31       | 3      | 4           | 0          |

### Annotazioni
1. 1 2 3 4 5 6 7 8  Ceduto durante la sessione estiva di calciomercato
2. ↑  Aggregato in prima squadra dalla formazione primavera
3. 1 2 3 4 5 6 7 8 9 10  Ceduto durante la sessione invernale di calciomercato
4. 1 2 3 4 5 6 7 8 9 10 11 12  Acquistato durante la sessione invernale di calciomercato
5. 1 2  Rescinde consensualmente il contratto a gennaio 2024

### Fonti
1. 1 2  A causa dell'adeguamento agli standard previsti dalla Lega di Serie B dello stadio Lino Turina di Salò, la società ha indicato lo stadio Leonardo Garilli di Piacenza per la disputa delle gare casalinghe -  La Feralpisalò giocherà in B nello stadio di Piacenza. "Rigamonti troppo oneroso", su bresciaoggi.it, 9 giugno 2023. URL consultato il 30 giugno 2023.
2. ↑   Stefano Vecchi ha prolungato il contratto con la FeralpiSalò, su giornaledibrescia.it, 17 maggio 2023. URL consultato il 1º luglio 2023.
3. ↑   Coppa Italia: la FeralpiSalò batte il Vicenza e passa il turno, su giornaledibrescia.it, 6 agosto 2023. URL consultato il 7 agosto 2023.
4. ↑   Una perla di Ilic scaccia le paure: Toro avanti in Coppa, ora il Frosinone, su gazzetta.it, 14 agosto 2023. URL consultato il 15 agosto 2023.
5. ↑   Feralpisalò, la prima è amara: al Tardini va ko 2-0 contro il Parma, su bresciaoggi.it, 20 agosto 2023. URL consultato il 20 agosto 2023.
6. ↑   Prima trasferta, prima vittoria: il Südtirol piega 2-0 la Feralpisalò, su rainews.it, 27 agosto 2023. URL consultato il 28 agosto 2023.
7. ↑   FeralpiSalò, ad Ascoli arriva la terza sconfitta consecutiva, su giornaledibrescia.it, 29 agosto 2023. URL consultato il 31 agosto 2023.
8. ↑   Calcio: Palermo-Feralpisalò 3-0, su ansa.it, 2 settembre 2023. URL consultato il 3 settembre 2023.
9. ↑   FeralpiSalò, col Modena arriva il primo storico punto in Serie B, su giornaledibrescia.it, 16 settembre 2023. URL consultato il 16 settembre 2023.
10. ↑   Lecco-Feralpisalò 1-2: è finita! Primo storico ruggito dei Leoni del Garda in B, su bresciaoggi.it, 26 settembre 2023. URL consultato il 27 settembre 2023.
11. ↑   La Feralpisalò scivola a Catanzaro: la salvezza diretta resta a -3, su bresciaoggi.it, 21 ottobre 2023. URL consultato il 23 ottobre 2023.
12. ↑   Stefano Vecchi, comunicato ufficiale, su feralpisalo.it, 23 ottobre 2023. URL consultato il 23 ottobre 2023.
13. ↑   Marco Zaffaroni, comunicato ufficiale, su feralpisalo.it, 23 ottobre 2023. URL consultato il 23 ottobre 2023.
14. ↑   La Feralpisalò non riesce a invertire la rotta: a Piacenza passa anche la Reggiana (0-3), su bresciaoggi.it, 29 ottobre 2023. URL consultato il 30 ottobre 2023.
15. ↑   Il Cosenza non sa più vincere: al "Marulla" solo un pari con la Feralpi Salò, su cosenza.gazzettadelsud.it, 4 novembre 2023. URL consultato il 4 novembre 2023.
16. ↑   FeralpiSalò, contro il Bari finisce 3-3, su giornaledibrescia.it, 11 novembre 2023. URL consultato l'11 novembre 2023.
17. ↑   Como-Feralpisalò 2-1: tremenda beffa per i gardesani nel recupero, dopo una rissa e tante polemiche, su brescia.corriere.it, 25 novembre 2023. URL consultato il 25 novembre 2023.
18. ↑   La Feralpisalò scivola ancora: al Garilli passa anche il Cittadella, su bresciaoggi.it, 2 dicembre 2023. URL consultato il 2 dicembre 2023.
19. ↑   Ternana-Feralpisalò 2-1, preziosissima vittoria in chiave salvezza per le Fere, su calcioternano.it, 9 dicembre 2023. URL consultato il 9 dicembre 2023.
20. ↑   Impresa FeralpiSalò, battuta la corazzata Cremonese, su giornaledibrescia.it, 16 dicembre 2023. URL consultato il 16 dicembre 2023.
21. ↑   La FeralpiSalò si regala un Natale bellissimo: Samp battuta 3-2, su giornaledibrescia.it, 23 dicembre 2023. URL consultato il 23 dicembre 2023.
22. ↑   FeralpiSalò-Venezia finisce in pareggio: 2-2 al Garilli, su giornaledibrescia.it, 26 dicembre 2023. URL consultato il 26 dicembre 2023.
23. ↑   Rimpianto FeralpiSalò, il Südtirol vince di misura: a Bolzano finisce 1-0, su giornaledibrescia.it, 13 gennaio 2024. URL consultato il 13 gennaio 2024.
24. ↑   FeralpiSalò batte il Catanzaro, è il terzo successo in cinque gare, su giornaledibrescia.it, 20 gennaio 2024. URL consultato il 20 gennaio 2024.
25. ↑   Strepitosa FeralpiSalò: manita e aggancio in classifica al Lecco, su giornaledibrescia.it, 27 gennaio 2024. URL consultato il 27 gennaio 2024.
26. ↑   Il Feralpi raggiunge la Reggiana al 95’, su gazzettadireggio.it, 3 febbraio 2024. URL consultato il 3 febbraio 2024.
27. ↑   Feralpisalò-Palermo 1-2, colpaccio dei rosa in trasferta: la partita minuto per minuto, su palermo.gds.it, 10 febbraio 2024. URL consultato il 24 febbraio 2024.
28. ↑   Feralpisalò, contro il Bari è un ko di rigore, su bresciaoggi.it, 17 febbraio 2024. URL consultato il 17 febbraio 2024.
29. ↑   Feralpisalò-Ascoli 0-1, Masini regala una vittoria sofferta ed importantissima al Picchio nella volata salvezza, su picenotime.it, 24 febbraio 2024. URL consultato il 24 febbraio 2024.
30. ↑   Grande FeralpiSalò contro lo Spezia: vince 2-0 in trasferta, su giornaledibrescia.it, 28 febbraio 2024. URL consultato il 28 febbraio 2024.
31. ↑   Modena - Feralpisalò 2-3, su modenatoday.it, 9 marzo 2024. URL consultato il 9 marzo 2024.
32. ↑   Cremonese-Feralpisalò, 0-1 grigiorossi ancora KO, su calciocremonese.it, 1º aprile 2024. URL consultato il 1º aprile 2024.
33. ↑   Termina 2-2 il derby tra FeralpiSalò e Brescia, su giornaledibrescia.it, 1º maggio 2024. URL consultato il 1º maggio 2024.
34. ↑   La FeralpiSalò affonda a Venezia e retrocede in serie C, su giornaledibrescia.it, 5 maggio 2024. URL consultato il 5 maggio 2024.
35. 1 2 3 4  La prima volta... "Non si scorda mai!" - facebook.com/passionemaglie, 14 ago 2023
36. ↑  #NONSISCORDAMAI HOME KIT 23/24 - feralpisalo.it, 1 ago 2023
37. ↑  Questa maglia rappresenta... - facebook.com/leonidelgarda, 5 ago 2023
38. ↑  LA MANTIA... - facebook.com/leonidelgarda, 17 ago 2023
39. ↑   Prima squadra, su feralpisalo.it. URL consultato il 1º luglio 2023 (archiviato dall'url originale il 13 dicembre 2021).
40. ↑   La numerazione ufficiale per la stagione, su feralpisalo.it, 5 agosto 2023. URL consultato il 6 agosto 2023 (archiviato dall'url originale il 5 agosto 2023).
41. ↑   Federico Carraro, il nuovo capitano dei Leoni del Garda, su feralpisalo.it, 4 agosto 2023. URL consultato il 4 agosto 2023.
42. ↑   Stefano Minelli, comunicato ufficiale, su feralpisalo.it, 16 luglio 2023. URL consultato il 16 luglio 2023.
43. ↑   Luca Ceppitelli, comunicato ufficiale, su feralpisalo.it, 7 luglio 2023. URL consultato il 7 luglio 2023.
44. ↑   Gabriele Ferrarini, comunicato ufficiale, su feralpisalo.it, 22 luglio 2023. URL consultato il 22 luglio 2023.
45. ↑   Gaetano Letizia, comunicato ufficiale, su feralpisalo.it, 1º settembre 2023. URL consultato il 2 settembre 2023 (archiviato dall'url originale il 2 settembre 2023).
46. ↑   Bruno Martella, comunicato ufficiale, su feralpisalo.it, 31 luglio 2023. URL consultato il 31 luglio 2023.
47. ↑   Mattia Compagnon, comunicato ufficiale, su feralpisalo.it, 15 luglio 2023. URL consultato il 15 luglio 2023.
48. ↑   Luca Fiordilino, comunicato ufficiale, su feralpisalo.it, 28 agosto 2023. URL consultato il 28 agosto 2023 (archiviato dall'url originale il 28 agosto 2023).
49. ↑   Andrea Franzolini, comunicato ufficiale, su feralpisalo.it, 12 giugno 2023. URL consultato il 2 luglio 2023.
50. ↑   Christos Kourfalidis, comunicato ufficiale, su feralpisalo.it, 1º settembre 2023. URL consultato il 1º settembre 2023 (archiviato dall'url originale il 1º settembre 2023).
51. ↑   Ostiamare, un altro giovane nel grande calcio: Pietro Santarpia alla Feralpisalò, su gazzettaregionale.it, 15 luglio 2023. URL consultato il 24 agosto 2024.
52. ↑   Alessio Da Cruz, comunicato ufficiale, su feralpisalo.it, 28 giugno 2023. URL consultato il 1º luglio 2023.
53. ↑   Mattia Felici, comunicato ufficiale, su feralpisalo.it, 30 luglio 2023. URL consultato il 30 luglio 2023.
54. ↑   Andrea La Mantia, comunicato ufficiale, su feralpisalo.it, 8 agosto 2023. URL consultato l'8 agosto 2023 (archiviato dall'url originale il 10 agosto 2023).
55. ↑   Vittorio Parigini, comunicato ufficiale [collegamento interrotto], su feralpisalo.it, 28 agosto 2023. URL consultato il 28 agosto 2023.
56. ↑   Feralpisalò, primo acquisto dopo la promozione: riscatto per Di Gennaro, su sportitalia.com, 11 aprile 2023. URL consultato il 1º luglio 2023.
57. ↑   Federico Bergonzi, comunicato ufficiale, su feralpisalo.it, 14 luglio 2023. URL consultato il 14 luglio 2023.
58. ↑   Davide Voltan si trasferisce alla Feralpisalò, su fc-suedtirol.com, 3 gennaio 2023. URL consultato l'11 luglio 2023.
«L'FC Südtirol comunica di aver ceduto alla società Feralpisalò 2009 a titolo temporaneo con la formula del prestito con obbligo di riscatto in caso di promozione i diritti alle prestazioni sportive del calciatore Davide Voltan»
59. ↑   Paolo Venturelli, comunicato ufficiale, su feralpisalo.it, 24 luglio 2023. URL consultato il 26 luglio 2023.
60. ↑   Christian Dimarco, comunicato ufficiale, su feralpisalo.it, 15 luglio 2023. URL consultato il 15 luglio 2023.
61. ↑   Matteo Di Gennaro è il nuovo difensore della Carrarese, su voceapuana.com, 25 agosto 2023. URL consultato il 28 agosto 2023.
62. ↑   Andrea Franzolini, comunicato ufficiale [collegamento interrotto], su feralpisalo.it, 1º settembre 2023. URL consultato il 1º settembre 2023.
63. ↑   Mattia Musatti, comunicato ufficiale [collegamento interrotto], su feralpisalo.it, 1º settembre 2023. URL consultato il 1º settembre 2023.
64. ↑   Ufficiale: Pro Sesto, dalla Feralpisalò arriva in prestito il centrocampista Santarpia, su m.tuttomercatoweb.com, 11 agosto 2023. URL consultato il 24 agosto 2024.
65. ↑   Feralpisalò: niente rinnovo, Siligardi svincolato, su bresciasport.net, 30 giugno 2023. URL consultato il 15 luglio 2023.
66. ↑   Simone Guerra, comunicato ufficiale, su feralpisalo.it, 21 agosto 2023. URL consultato il 21 agosto 2023 (archiviato dall'url originale il 21 agosto 2023).
67. ↑   Michele Camporese, comunicato ufficiale, su feralpisalo.it, 4 settembre 2023. URL consultato il 4 settembre 2023 (archiviato dall'url originale il 4 settembre 2023).
68. ↑   Luca Liverani, comunicato ufficiale, su feralpisalo.it, 26 gennaio 2024. URL consultato il 27 gennaio 2024.
69. ↑   Dimo Krastev, comunicato ufficiale, su feralpisalo.it, 24 gennaio 2024. URL consultato il 24 gennaio 2024.
70. ↑   Luca Giudici, comunicato ufficiale, su feralpisalo.it, 31 gennaio 2024. URL consultato il 31 gennaio 2024.
71. ↑   Christopher Attys, comunicato ufficiale, su feralpisalo.it, 1º febbraio 2024. URL consultato il 1º febbraio 2024.
72. ↑   Edgaras Dubickas rientra dal Catania e passa a titolo temporaneo alla Feralpisalò, su pisasportingclub.com, 18 gennaio 2024. URL consultato il 18 gennaio 2024.
73. ↑   Giacomo Manzari, comunicato ufficiale, su feralpisalo.it, 30 gennaio 2024. URL consultato il 30 gennaio 2024.
74. ↑   Mattia Felici, comunicato ufficiale, su feralpisalo.it, 8 gennaio 2024. URL consultato il 13 luglio 2024.
75. ↑   Minelli, comunicato ufficiale, su feralpisalo.it, 23 gennaio 2024. URL consultato il 23 gennaio 2024.
76. ↑   Loris Bacchetti, comunicato ufficiale, su feralpisalo.it, 4 gennaio 2024. URL consultato il 5 gennaio 2024.
77. ↑   Michele Camporese, comunicato ufficiale, su feralpisalo.it, 10 gennaio 2024. URL consultato il 10 gennaio 2024.
78. ↑   Da Cruz, comunicato ufficiale, su feralpisalo.it, 16 gennaio 2024. URL consultato il 17 gennaio 2024.
79. ↑   Ufficiale: arriva Parigini a titolo definitivo, su calciolecco1912.com, 31 gennaio 2024. URL consultato il 31 gennaio 2024.
80. ↑   Brajian Gjyla, comunicato ufficiale, su feralpisalo.it, 1º febbraio 2024. URL consultato il 1º febbraio 2024.